# Monna Rosa
Monna Rosa es el título de dos pinturas al óleo de Dante Gabriel Rossetti las cuales representan a Frances Leyland, esposa del magnate naviero Frederick Richards Leyland. La primera, de menor tamaño, fue completada en 1862, resultando desconocido su paradero actual, mientras que la segunda fue terminada en 1867 y forma parte actualmente de una colección privada.

## Comisión

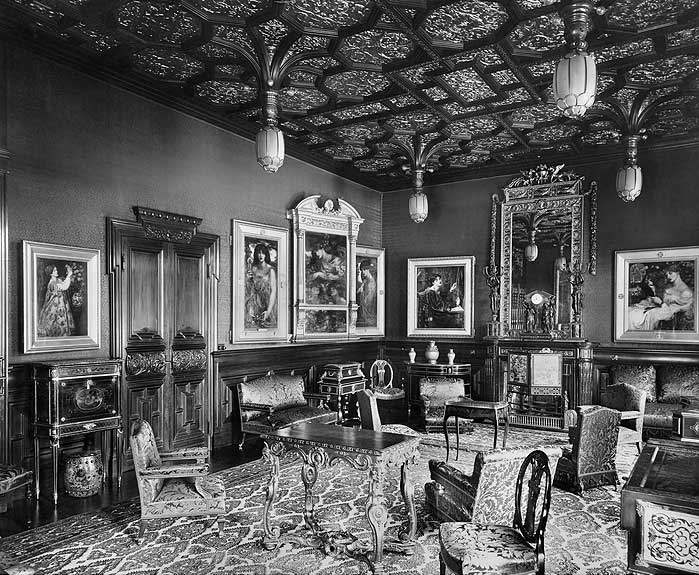
Sala de dibujo de Frederick Richards Leyland en 1892 (fotografía de Harry Bedford Lemere). De izquierda a derecha pueden observarse las siguientes obras: Monna Rosa, Mnemósine, La doncella bienaventurada, Proserpina, Veronica Veronese y Lady Lilith.

Monna Rosa fue uno de los primeros dieciocho cuadros que Leyland comisionó a Rossetti, sin contar los encargos no satisfechos. Poco después de adquirir su primera obra del pintor, Leyland exploró junto a Rossetti la idea de un tríptico del artista, el cual fue finalmente elaborado con las obras Mnemósine, La doncella bienaventurada y Proserpina. Junto con las anteriores, otras tres pinturas fueron colgadas en la sala de dibujo de la residencia de Leyland: Monna Rosa, Veronica Veronese y Lady Lilith, siendo los seis cuadros denominados "maravillas" por el magnate.

## Elaboración
Rossetti escribió a Frederick Leyland sobre la pintura el 18 de junio de 1867:

¡El cuadro de Mrs Leyland está muy avanzado y en todos los aspectos alterado, debido a que de nuevo lo he agrandado considerablemente! Comenzar un fresco como una miniatura de bolsillo parece ser mi norma en el arte. La imagen ahora mide 29 x 21 pulgadas ....ahora le he dado a la figura una pañería blanca y dorada fluida, la cual creo viene muy bien y se adapta perfectamente a la cabeza. Creo que no puedo hacer nada mejor que llamar al cuadro de nuevo Monna Rosa, y adoptar una cita de Poliziano, que se ajusta felizmente:

Con manto d'oro, collana ed anelli,
Le piace aver con quelli
Non altro che una rosa ai suoi capelli.

Así la dama, ricamente vestida, está cortando una rosa para ponerla en su pelo, & se tiene en cuenta el tratamiento de la figura.

Rossetti pidió posteriormente a Leyland la devolución del cuadro con el fin de reelaborarlo, terminándolo rápidamente el 3 de diciembre de 1873 en Kelmscott. En la época en que Rossetti se encontraba pintando Monna Rosa, el artista presentó a James McNeill Whistler y a Leyland. La pantalla de pavo real del fondo de la obra así como la porcelana blanca y azul del jarrón poseen similitudes con la decoración de "La Habitación del Pavo Real", la cual Whistler crearía posteriormente para Leyland.

## Recepción
Henry Currie Marillie describió la obra en 1904 como una "pequeña pero bonita imagen" y un "estudio en precioso color", señalando además que el rojo y el dorado iluminan las rosas, el vestido, las joyas y el pelo, así como la maceta y la pantalla de pavo real del fondo. Linda Merrill, no obstante, es menos condescendiente con la pintura, escribiendo que es "más un vestido que un retrato, con accesorios para mejorar el tema de la belleza sin propósito: el engreimiento llamaba por una extravagante bufanda salpicada de plumas de pavo real y una maceta azul y blanca en el patrón (...) favorito del artista".
Desde una perspectiva más moderna, Jessica Feldman subraya que el jarrón chino "se ha convertido en un emblema del esteticismo en sí mismo". Según Feldman, el jarrón no debería ser visto como un simple elemento decorativo puesto que refleja las texturas del vestido, las rosas y la pantalla de pavo real, destacando Feldman la pasión de Rossetti por coleccionar mercancías orientales e incluso su afición por la traducción, trasladando en este caso un jarrón chino a la pintura inglesa.